# Morocco Mall
Die Morocco Mall (arabisch: موروكو مول) ist mit 600 Ladengeschäften und einer Fläche von 210.000 Quadratmetern das größte Einkaufszentrum Afrikas. Es liegt an der Atlantikküste in der marokkanischen Stadt Casablanca nordwestlich des Stadtzentrums.

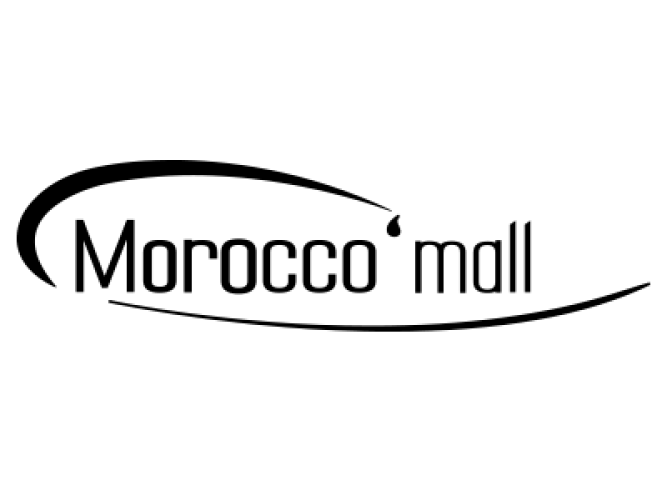
Logo

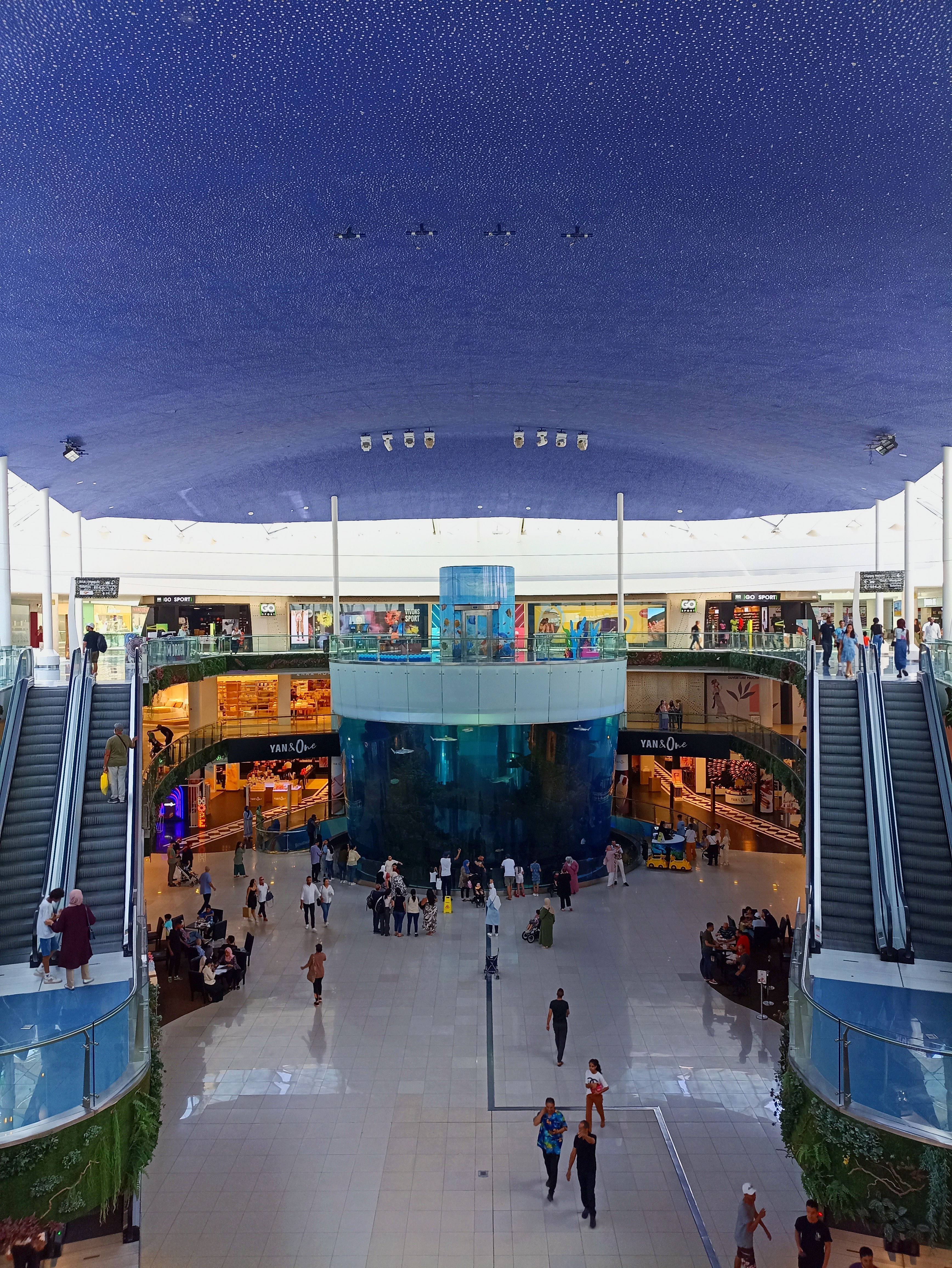
Blick ins Einkaufszentrum Morocco Mall

Die Mall entstand durch die Zusammenarbeit der marokkanischen Handelskette Aksal und der saudi-arabischen Al Jedaie Group und wurde am 5. Dezember 2011 eröffnet. Neben den vielen internationalen Boutiquen und einem IMAX-3D-Kino gibt es auch einen marokkanischen Souk mit traditionellen marokkanischen Schmuck, Kunst- und Modegegenständen.